# Власатили
Власатили е село в Северна България. То се намира в община Трявна, Габровска област.
Към 1934 г. селото има 157 жители. В днешно време е обезлюдено. Влиза в землището на с. Станчов хан.